# Samhain
Samhain (udtalt sow-in, sah-vin, sahm-hayn) var en keltisk høstfestival. I dag fejres den i engelsktalende lande, af wiccanere og nyhedninge, samt i andre vestlige lande under navnet halloween
Navnet menes at komme af den indoeuropæiske rod *semo- (= sommer). (Forslaget om, at ordet kan betyde "sommerslut, sommerens ende", af sam (= sommer) og fuin (= slutning) kan være folkeetymologi.) I 1907 foreslog Whitley Stokes et proto-keltisk *samani (= forsamling), mens Joseph Vendryes afviste en sammenhæng med *semo- (= sommer), fordi den keltiske sommer endte i august.
Højtiden fejres den 31. oktober til 1. november på den nordlige halvkugle, og den 30. april til 1. maj på den sydlige halvkugle. Ifølge keltisk tradition begynder det keltiske nytår 1. november. Det symboliserer overgangen fra lys til mørke.

## Nyhedenskab
Samhain er kendt som de dødes fest, da sløret mellem verdnerne på denne tid af året påståes at være tyndt. Derfor kommunikerer man med og mindes de døde. Ifølge årshjulets cyklus er samhain natten, hvor guden dør og stiger ned i dødsriget. Gudinden sørger over tabet af sin elsker, som det kendes fra antikke myter, hvor Ishtar sørger over Tammuz; Kybele over Attis, Afrodite over Adonis - en ung gud dør, og gudinden sørger over ham.
Hermed er det også en fejring af reinkarnation, forbundet med den keltiske gudinde Ceridwens gryde. Ifølge middelalderdigtning fra Wales var Ceridwen i besiddelse af gryden med skjaldemjød, der også kendes i norrøn mytologi. I Elis Gruffydds beretning fra 1500-tallet forlyder det, at Ceridwens tjener Gwion Bach drak tre dråber af skjaldemjøden fra sin frues gryde, hvorefter Ceridwen slugte ham. Gennem hende blev han genfødt som digteren Taliesin.

## Traditioner
Traditioner varierer, men er som oftest:
- Bål
- Udklædning
- Divination
- Kreering og udsætning af udhulede græskar og/eller rodfrugter med lys i
- Kommunikere med de døde
- Lave traditionel mad
- Huske og ære afdøde familiemedlemmer gennem forskellige ritualer